# Lasiochila mediovittata
Lasiochila mediovittata es una especie de insecto coleóptero de la familia Chrysomelidae.
Fue descrita científicamente en 1920 por Gestro.